# Don't (에드 시런의 노래)
〈Don't〉는 영국의 싱어송라이터 에드 시런의 두 번째 스튜디오 음반 《×》 (2014년)에 수록된 곡이다. 시런과 베니 블랑코가 작사, 작곡하고 블랑코와 릭 루빈이 프로듀싱한 이 곡은 루시 펄의 〈Don't Mess with My Man〉의 샘플링이다. 이 음반은 처음에 이 음반의 리드 싱글로 계획되었지만, 〈Sing〉으로 대체되었다. 대신 2014년 6월 13일 아이튠즈에 《×》의 두 번째 프로모션 싱글로 발매되었다. 〈Don't〉는 2014년 7월 15일 미국 컨템포러리 히트 라디오에 공식적으로 영향을 주었다.
〈Don't〉는 영국 싱글 차트에서 8위로 정점을 찍었다. 미국에서는 시런의 첫 번째 톱 10 싱글이 되었다. 그것은 또한 다른 8개국에서도 톱 10에 들었다.

## 배경
이 노래는 시런이 1년 동안 휴대폰에 가지고 있던 리프에서 발전했다. 시런은 프로듀서 베니 블랑코와 함께 이 곡을 녹음했는데, 베니 블랑코는 본명 벤저민 레빈으로 공동 작사, 작곡가로도 인정받았다. 시런은 릭 루빈과 함께 다시 녹음했다. 두 프로듀서가 최종 컷을 제작했다. 〈Don't〉는 "블루아이드 솔의 영혼 찬송가"가 수록된 R&B 곡이다.

## 차트 성과
영국에서는 9주 만에 영국 싱글 차트에서 8위에 올랐다. 2017년 9월 현재 이 곡은 실제 판매량에서 399,000장이 팔렸고, 또한 6,700만 개의 스트림을 가지고 있어 영국에서 총 1,073,000장이 판매되고 있다.
미국에서, 〈Don't〉는 빌보드 핫 100 차트에서 9위에 올랐고, 이 차트에서 톱 10에 오른 시런의 첫 번째 싱글이다. 2015년 1월 기준으로 이 싱글은 미국에서 1,464,000장의 디지털 카피를 판매했다.

## 곡 목록
| #  | 제목      | 재생 시간 |
| -- | --------- | --------- |
| 1. | 〈Don't〉 | 3:39      |

| #  | 제목        | 재생 시간 |
| -- | ----------- | --------- |
| 1. | 〈Don't〉   | 3:39      |
| 2. | 〈Friends〉 | 3:10      |

| #  | 제목                                      | 재생 시간 |
| -- | ----------------------------------------- | --------- |
| 1. | 〈Don't〉 (Rick Ross Remix)               | 4:17      |
| 2. | 〈Be My Husband〉 (Live from Glastonbury) | 7:50      |
| 3. | 〈Everything You Are〉                    | 3:58      |
| 4. | 〈Friends〉                               | 3:10      |

| #  | 제목                                      | 재생 시간 |
| -- | ----------------------------------------- | --------- |
| 1. | 〈Don't〉 (Rick Ross Remix)               | 4:17      |
| 2. | 〈Be My Husband〉 (Live from Glastonbury) | 7:50      |
| 3. | 〈Everything You Are〉                    | 3:58      |

## 인증
| 국가                                                                                          | 인증        | 판매량/출하량 |
| --------------------------------------------------------------------------------------------- | ----------- | ------------- |
| 오스트레일리아 (ARIA)                                                                         | 5× 플래티넘 | 350,000       |
| 캐나다 (뮤직 캐나다)                                                                          | 4× 플래티넘 | 320,000       |
| 독일 (BVMI)                                                                                   | 플래티넘    | 400,000       |
| 이탈리아 (FIMI)                                                                               | 2× 플래티넘 | 100,000       |
| 뉴질랜드 (RMNZ)                                                                               | 플래티넘    | 15,000*       |
| 스웨덴 (GLF)                                                                                  | 플래티넘    | 40,000        |
| 스위스 (IFPI 스위스)                                                                          | 골드        | 15,000        |
| 영국 (BPI)                                                                                    | 2× 플래티넘 | 399,000       |
| 미국 (RIAA)                                                                                   | 4× 플래티넘 | 4,464,000     |
| 요약                                                                                          |             |               |
| 덴마크 (IFPI Danmark)                                                                         | 플래티넘    | 2,600,000     |
| *판매량을 기반으로 한 인증 · 판매량+스트리밍을 기반으로 한 인증 · 스트리밍을 기반으로 한 인증 |             |               |